# إيفان نابوكوف
إيفان ألكسندروفيتش نابوكوف (الروسية: Иван Александрович Набоков) (11 مارس 1787 – 21 أبريل 1852) هو عسكري روسي، وجنرالًا للمشاة كان بارزا في الحروب النابليونية.